# Le ciccione volanti
Le ciccione volanti è un fumetto di Walter Faccini e di Vittorio Metz pubblicato sul settimanale satirico Marc'Aurelio a partire dal 1936 e comparso anche nella trasmissione televisiva Gulp! il 5 ottobre 1972.